# ニオイスミレ
ニオイスミレ（匂菫、学名: Viola odorata）は、スミレ科スミレ属の耐寒性多年草。原産地は西アジアから南ヨーロッパ。広く栽培されている。走出枝、毛のある円いハート形の葉、芳香のある花などが特徴。

## 特徴
寒さには強いが暑さにはかなり弱い多年草である。西アジアからヨーロッパ、北アフリカの広い範囲に分布し、また、バラ、ラヴェンダーとならぶ香水の原料花として、古くから栽培されている。暖地では、しばしば野生化することもある。
草丈10 - 20センチメートル (cm) で、やや木質化する地下茎を持ち、地上の茎も走出枝を出して匍匐し、その先にも新しい株を作る。葉は根生で、他のスミレ類と同じく、円いハート形である。葉の多くや葉柄には短毛がある。托葉は葉柄とは合着せず、縁に腺毛がある。
花期は春（4 - 5月）。花は根生状で、左右相称の5弁花で、すみれ色またはヴァイオレット・カラーと呼ばれる濃い紫色が基本だが、まれに薄紫色・白色・淡いピンク色などもあり、八重咲きもある。パンジーやヴィオラに比べると花も小さく花付きも悪いが、室内に置くと一輪咲いているだけで部屋中が馥郁たる香りに包まれるほどの強い香りがある。花冠は径1.5 - 2 cm。上弁の2枚は無毛、左右の2弁（側弁）は基部にわずかに毛があり、下弁（しん弁）は長さ4 - 5ミリメートル (mm) の距になる。萼は5個で、長さは約8 mm。
果実（蒴果）は球状で、淡緑色で紫紅色の斑点がある。種子は長さ2 mmほどで、端部にアリが好む白い脂肪の塊（エライオソーム）がある。

## 利用
種子や根茎には神経毒のビオリン等があり、嘔吐や神経マヒを発症することがある。反面、薬草として古来より活用されてきた。ヨーロッパでは咳止めや消炎剤、目薬として利用されている。古代ギリシアでは花に含まれる鎮静作用が知られており、怒りを鎮めたり就寝時に使用した。アテネの周囲にはニオイスミレが群生していたため「ニオイスミレの都」と呼ばれていたという。
ニオイスミレの香気は、ヨーロッパでは古くから化粧品、ハーブティーやワインなどの飲み物、砂糖漬け、お菓子など、さまざまなものにも使われて来た歴史がある。ヴァイオレット・リキュールの香りはニオイスミレを用いるものと特筆され、他のスミレからはその独特の香りを出すことは出来ないとされる。
ニオイスミレは永遠の愛や思いやりのシンボルとされ、プレゼント用の小箱などの装飾図柄のモチーフとしてよく利用される。また、聖母マリアの控えめさと誠実さを象徴する花であり、ヨーロッパでは葬儀の際に墓石に撒く習慣があった。

## 栽培

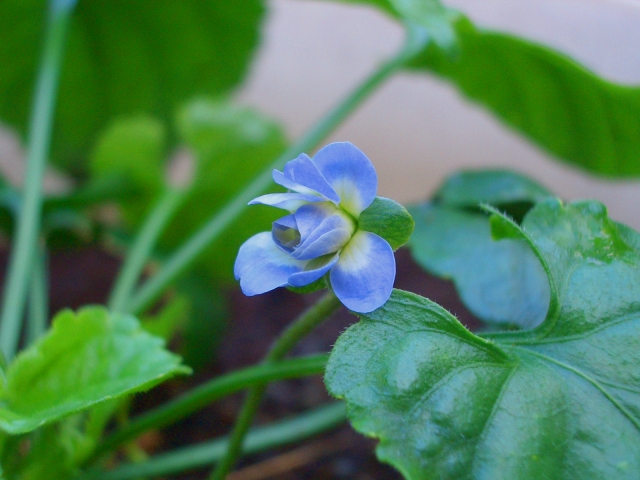
パルマスミレ

日本では、冬季に栽培された蕾または花付きの鉢物が売り出される。イギリスなどの種苗店ではいくつかの品種のタネが売られており、タネから栽培するならインターネットの通販などで買うと良い。八重咲き品種と言う名称で別種のパルマスミレと言う芳香を持つスミレが販売されることもあるが、この品種の場合種子が出来ないので芽挿し等で増やさざるを得ない。春に他のタネと一緒に注文して、半年間冷蔵庫の野菜室に保管し、9月下旬頃に丁寧に鉢に播いて1mmほど覆土しておくと、十日くらいで発芽する。鉢やプランターに定植し、冬に強い霜に当てないようにすれば、春に開花させることができる。日当たりがよく、石灰質のやや重い土壌を好む。

## ギャラリー

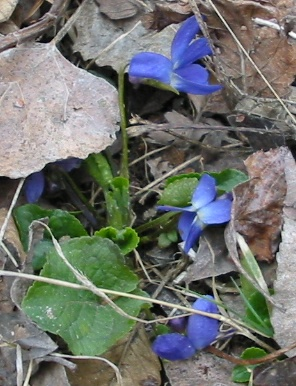
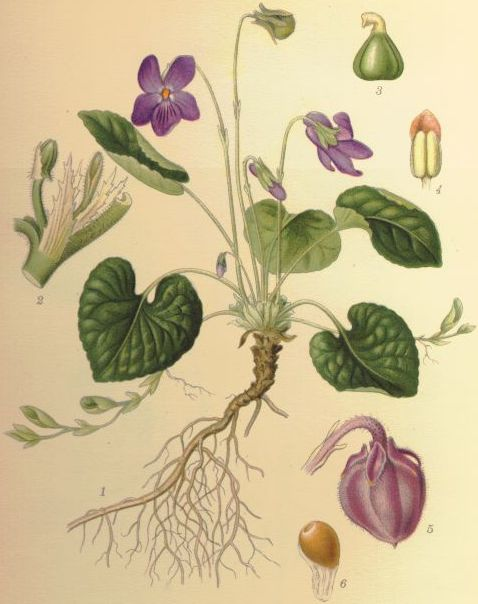

## 毒性
毒成分ビオリン、サポニン、ビオラルチン、グリコサイド
毒部位種子、根茎
毒症状嘔吐、神経麻痺、心臓麻痺